# Holy Toy
Holy Toy – polsko-norweska, eksperymentalna grupa rockowa, działająca w latach 1982–1990 i ponownie od 2011 roku.

## Historia
Zespół został założony w Norwegii przez Andrzeja Dziubka (śpiew, gitara basowa, instrumenty klawiszowe) i Larsa Pedersena (perkusja, instrumenty klawiszowe, gitara). Muzyka formacji była syntezą punk-rocka, góralskiej muzyki ludowej oraz industrialnych eksperymentów muzycznych. Jest uznawana za jedną z najbardziej progresywnych grup w historii norweskiego rocka. W latach 1985–1986 z zespołem koncertowała Maria Jagiełka (Holandia, Norwegia, Niemcy).

## Dyskografia
- Perfect Day (EP, 1982)
- Soldier Toy/Lada Vada (EP, 1982)
- Warszawa (LP, 1982 wydanie na CD 1989)
- Meeting II/Down in Japan (EP, 1983)
- Panzer and Rabbits (LP, 1984 wydane na CD 1990)
- Czemu Nie W Chórze?/Why Not in Choir? (LP, 1985)
- HOAX (video, 1986)
- Pakt of Fact (LP, 1987)
- Dummy Cruise Missile Wanted for Artistic Purposes. Phone 47 2 20 64 89 (LP, 1989)
- Yes and No (LP, 1989)
- Psychic Overdrive (LP+CD, 2013)
- Mental Castration (CD, 2014)
- Close all doors (LP, 2021)[2]